# Église réformée néerlandaise d'Afrique
L'Église réformée néerlandaise d'Afrique ((af) : Nederduitsch Hervormde Kerk van Afrika, NHK) est une église réformée (calviniste) sud-africaine établie en 1853 dans la République sud-africaine du Transvaal, dont elle était l’Église d’État. Elle est membre de la Communion mondiale d'Églises réformées.